# Сен-Мексан (замок)
Карруж (фр. Château de Saint-Maixant) — средневековый замок XIV века в центре Франции. Расположен в коммуне Сен-Мексан в департаменте Крёз, в регионе Новая Аквитания. По своему типу относится к замкам на воде.

## История

Родовой герб семьи Ларош-Эмон (дворянский род)

### Ранний период
Укрепление на этом месте, вероятно, существовало ещё в раннем Средневековье. Современный замок вместо старой крепости возведён в конце XIV или в начале XV века. Комплекс является фортификационным сооружением, характерным для военной архитектуры феодальных замков графства Марш. Изначально замок был окружён рвами, заполненными водой. Попасть в замок можно было с западной стороны по подъёмному мосту. 
Несколько веком Сен-Мексан был родовой резиденцией дворянского рода Ларош-Эмон. Комплекс неоднократно реконструировался и благополучно сохранился после всех войн, происходивших на территории Франции.

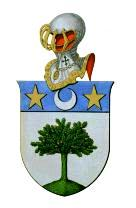
Родовой герб семьи Плантадис

### XIX-XX века
Со второй половины XIX века замок перешёл в собственность семьи Плантадис. В 1867 году по распоряжению Леона Леонара дю Плантадиса комплекс был полностью отремонтирован и отреставрирован. Новые владельцы решили превратить замок в место для торжественных приёмов. Старые рвы были засыпаны. 
В ноябре 1959 года замок был включён в список исторических памятников Франции. Сен-Мексан до сих пор является частной собственностью семьи Плантадис.

## Современное использование
Замок функционирует как респектабельный отель. Также здесь можно проводить семинары, банкеты или проводить свадебные церемонии. К услугам гостей имеется пять отдельных комфортабельных номеров, табльдот, бассейн и спа. В ряде помещений сохранилась мебель и бытовые предметы XIX и даже XVIII века.
Внутри замка встроен лифт, который позволяет гостям перемещаться между всеми семью этажами. Для VIP-постояльцев к востоку от резиденции оборудована вертолётная площадка.

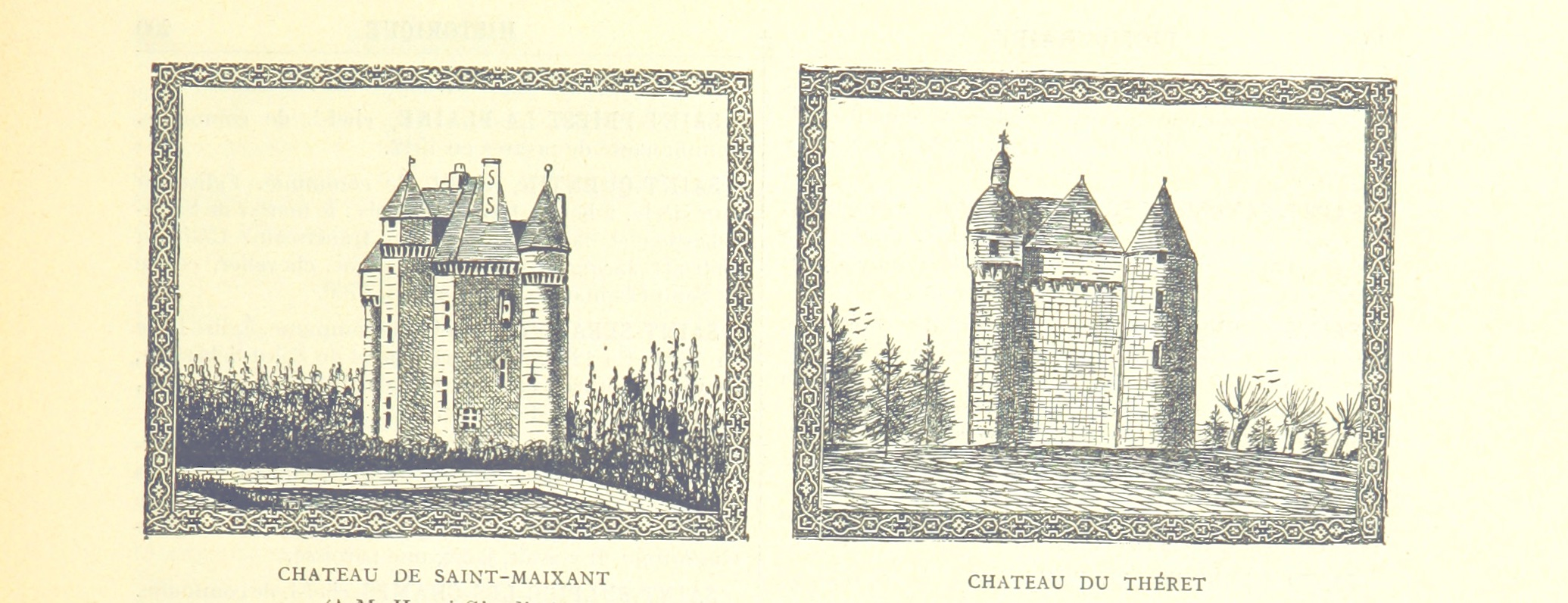
Замок на рисунках конца XIX века

## Описание
Замок находится на высоте 572 метра над уровнем моря в живописной местности на окраине деревушки Сен-Мексан. К югу от строений находится пруд. Рядом имеется несколько старинных хозяйственных построек, которые приспособлены под  нужды отеля. Резиденцию окружает поместье площадью 13 гектаров.
Непосредственно замок представляет из себя пятиэтажное прямоугольное здание в высокой двускатной крышей (под которой имеется ещё два мансардных этажа). По краям к этому корпусу с восточной стороны примыкают две высокие круглые башни с коническими крышами. В южной на первом этаже ранее была замковая капелла. С западной стороны имеется квадратная башня. После реконструкии она выполняет роль лестничной башни. Для подъёма на самый верх придётся преодолеть 120 ступеней по винтовой лестнице.
К востоку от замка можно увидеть остатки прежних оборонительных рвов.

## Галерея

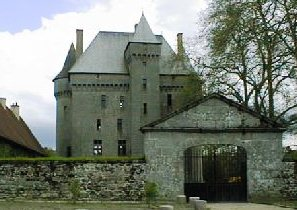
Замок и каменные ворота, ведущие к нему
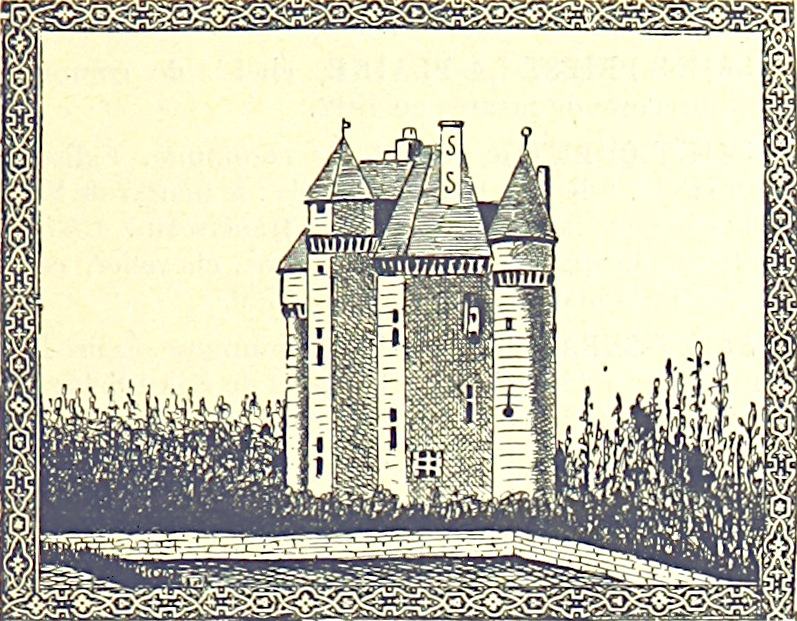
Замок на иллюстрации 1894 года